# Villa Certosa

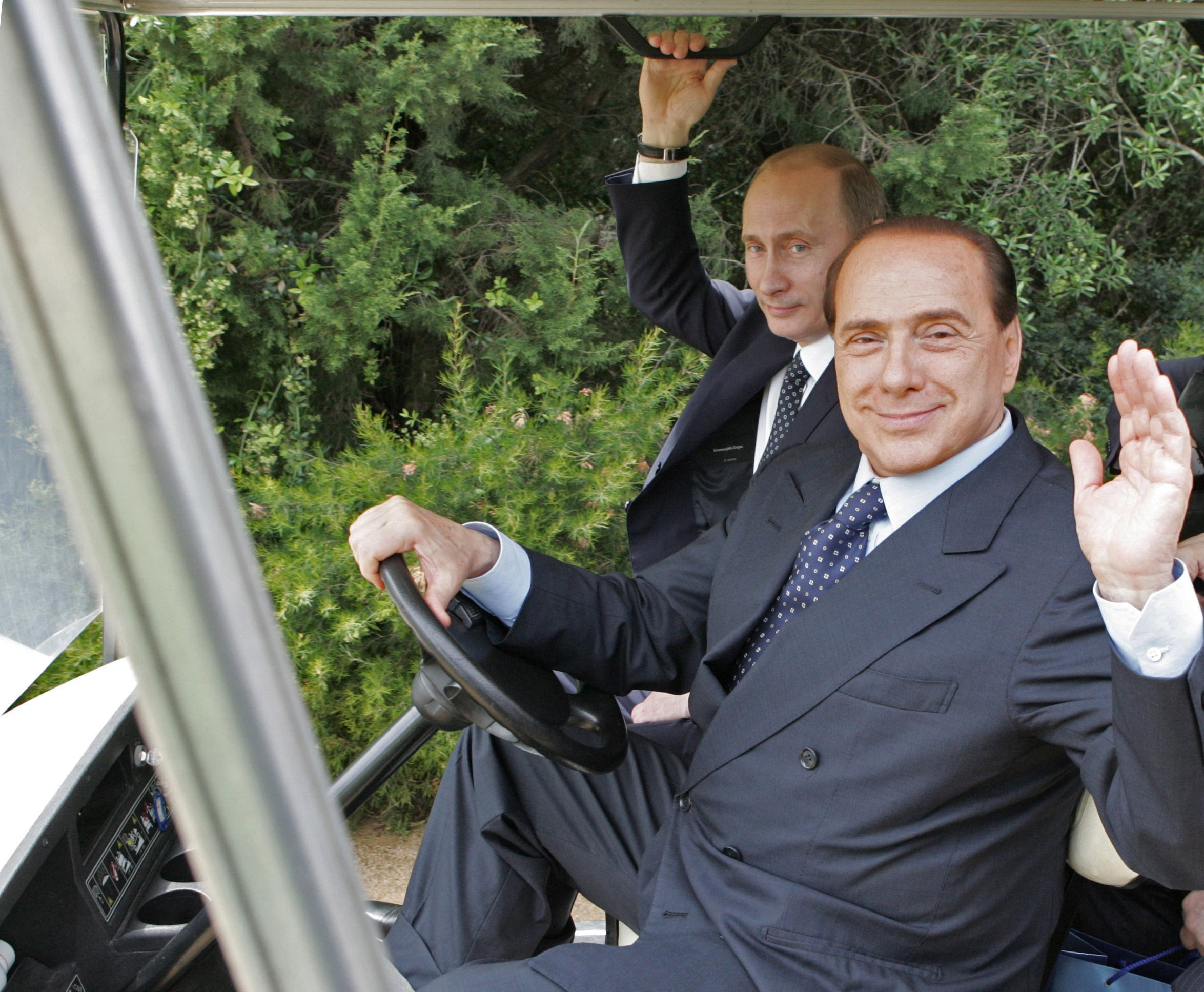
Silvio Berlusconi accueillant Vladimir Poutine dans sa villa Certosa.

La villa Certosa est une villa, située à Porto Rotondo, une frazione de la ville d'Olbia, dans la province de Sassari, dans le nord-est de la Sardaigne. Il s'agit aujourd'hui de l'une des villas dans laquelle l'ancien président du Conseil, Silvio Berlusconi, séjournait régulièrement durant l'été.

## Histoire
Silvio Berlusconi l'avait achetée vers la fin des années 1970 à Gianni Onorato, propriétaire de la chaîne La Voce Sarda. Ensuite, en collaboration avec son architecte de confiance Gianni Gamondi, Berlusconi la modifie et la nomme « villa Certosa ».
Elle est connue pour avoir accueilli des personnalités politiques comme Vladimir Poutine, Tony Blair, José Zapatero et Mirek Topolánek, lorsque Berlusconi était président du Conseil.
En 2012, la presse annonce la mise en vente de la villa pour un prix de 450 à 470 millions d'euros et croit savoir que des magnats russes et arabes sont intéressés. Mais l'avocat de l'ex-chef du gouvernement, Niccolò Ghedini, dément l'information.

## Architecture
Elle comprend 2 500 mètres carrés d'habitation, 26 chambres et un parc qui s'étend sur 120 hectares.
Sa valeur est estimée à 168 millions d'euros,.